# Дельта Нігеру
05°19′34″ пн. ш. 06°28′15″ сх. д. / 5.32611° пн. ш. 6.47083° сх. д.
Де́льта Ні́геру — густонаселений район в дельті річки Нігер на півдні Нігерії. За даними нігерійського уряду, район займає близько 70 000 км², складаючи 7,5 % території Нігерії.

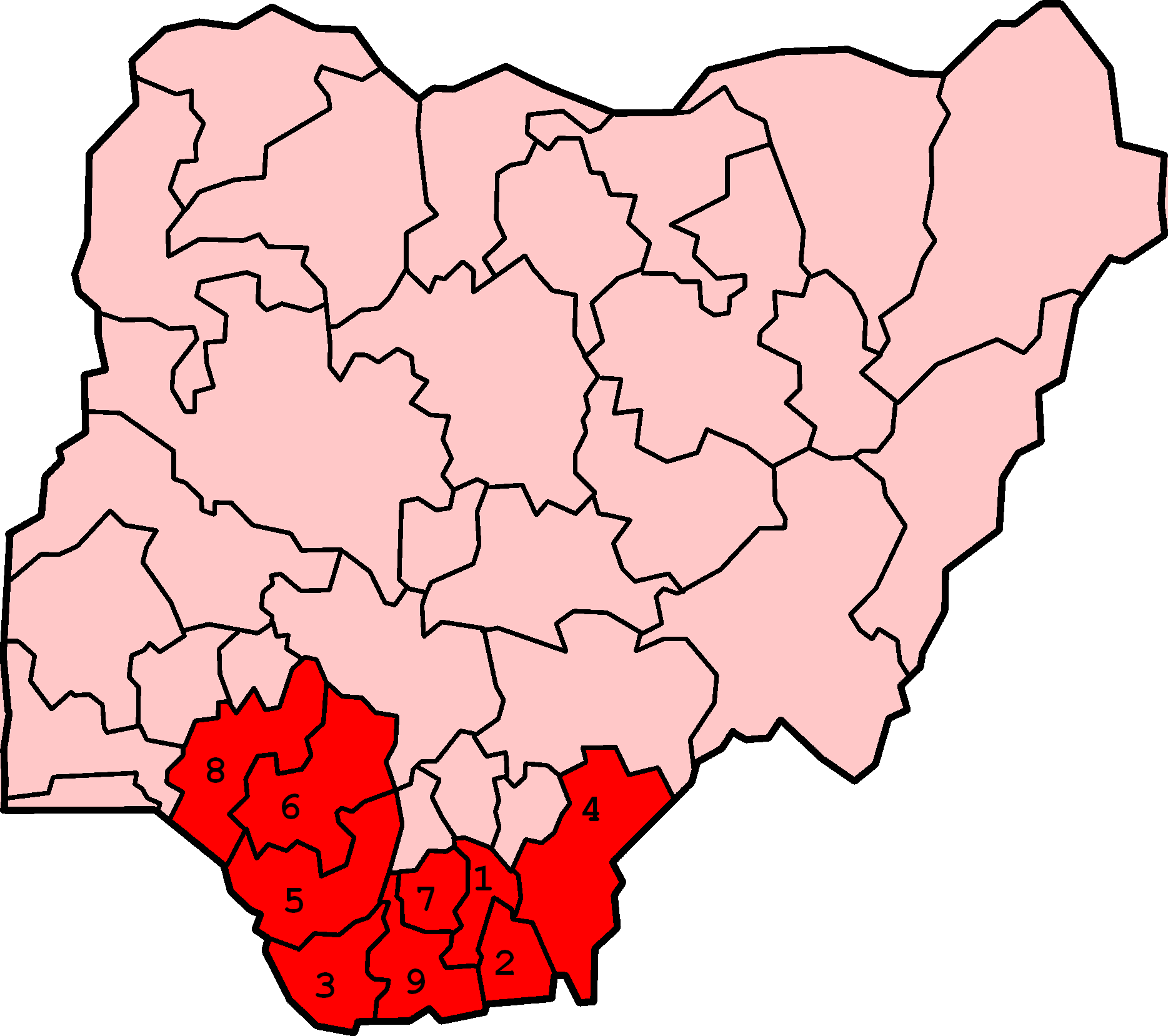
Штати, включені до складу дельти Нігеру: 1. Абія, 2. Аква-Ібом, 3. Баєльса, 4. Кросс-Рівер, 5. Дельта, 6. Едо, 7. Імо, 8. Ондо, 9. Ріверс

Географічно область включає в себе територію 3 штатів: Дельти, Баєльси та Ріверз. Однак 2000 року уряд Обасанджо включив до території дельти Нігеру ще 6 штатів: Абіа, Едо, Імо, Крос-Рівер, Аква-Ібом і Ондо.
Штати, включені до складу дельти Нігеру:
- Абія
- Аква-Ібом
- Баєльса
- Крос-Ривер
- Дельта
- Едо
- Імо
- Ондо
- Риверс

Таким чином, в регіоні проживає понад 31 млн осіб, більше 40 етнічних груп, найбільшими з яких є іджо і ігбо.